# Celnata, Mehedinți
Celnata este un sat în comuna Husnicioara din județul Mehedinți, Oltenia, România.